# Euploea menamoides
Euploea menamoides är en fjärilsart som beskrevs av Hans Fruhstorfer 1904. Euploea menamoides ingår i släktet Euploea och familjen praktfjärilar. Inga underarter finns listade i Catalogue of Life.